# Fasá
Fasa (en persa, فسا, también romanizado como Fasā o Fassa) es una ciudad iraní localizada a unos 165 kilómetros al sur de Shiraz, en la provincia de Fars. Está situada a una altitud de 1382 metros, al noroeste del monte Kommar (1494 m). En sus alrededores se encuentran las localidades de Sarvestán, Darab, Yahrom y Estahbán. Es capital del shahrestán del mismo nombre.
El gentilicio dado a sus pobladores es fasaí (en persa, فسایی fasâí), siendo otros más arcaicos fasaví (فسوی fasaví) y basasirí (بساسیری basâsirí).

## Historia
Más allá de relatos populares que atribuyen los inicios de Fasa la ciudad a Bahmán, héroe legendarios de la mitología persa, las investigaciones arqueológicas rastrean la antigüedad de la ciudad hasta el periodo aqueménida, cuando bajo el nombre de Pasa (arabizado en Fasa tras la conquista árabe de Irán) era una importante ciudad fortificada.
La ciudad se sometió de manera pacífica a las tropas musulmanas en 644, tras conquistar la región de Darabgerd el general árabe ‘Uṯmān b. Abi-l-‘Āṣ. En época buyí (934-1055), el historiador Estajrí recoge que Fasá era casi tan grande como Shiraz, con anchas vías, edificios más espaciosos y un clima más saludable. Entre la población abundaban los mercaderes y la confesión predominante era el islam suní, «acorde con las escuelas jurídicas de Bagdad». El comercio más próspero era el de las sedas, mantelerías y otros productos textiles. Según al-Muqaddasi, su mezquita aljama rivalizaba con la de Medina. Abundaba el agua canalizada por viaje de agua, y la ciudad era famosa por sus alfombras, sus brocados y, según el Hudud al-Alam, por su agua de rosas.
La prosperidad de Fasa fue muy afectada por los conflictos entre mercenarios turcos y soldados deilamíes, al ser saqueada por tropas turcas que masacraron a los deilamíes que guarecían la ciudad en 989-990 d. C. En 1050, aún bajo dominio buyí, Fasa fue saqueada de nuevo por una razia del turco selyuquí Alp Arslan. En la primera década del siglo XII, el historiador Ibn Baljí constata que «a pesar de ser Pasa tan grande como Isfahán, reina en ella un caos absoluto y la mayor parte está en ruinas». En crónicas posteriores, Fasa apenas es mencionada.
En 1762-63, el sah Karim Jan Zand sedentarizó por la fuerza a dos clanes bajtiaríes en tierras agrícolas de Fasa (y de Qom). A principios del siglo XIX, el historiador Zeinolabedín Shirvaní dice de Fasa que era «una agradable villa… La mayoría de sus habitantes son tayikos [:persahablantes]… son todos chiitas, no desprovistos de urbanidad… En la actualidad incluye casi dos mil casas, y su término abarca treinta aldeas con sus campos de cultivo». En 1951, la población era de 8300 habitantes. El censo de 2011 reflejaba una cifra de 203 129 personas.

## Personalidades destacadas
- Zarâdosht-e Jorrakân, dirigente religioso de época sasánida predecesor de Mazdak que originó una reforma religiosa y social del zoroastrismo suprimida por Cosroes I.
- Abu Alí Faresí Fasaví (900-987), gramático y hombre de letras mu'tazilí.
- Abu Yusof Ya'qub b. Sofyán Fasaví (806-883), gran recopilador de hadices y viajero.[2]
- Abu Sofyán b. Abi Mo'âviye Fâresí Fasaví (900-987), recopilador de hadices que viajó varias veces a Damasco.
- Ibn Dorostuye (871-958), gramático y lexicógrafo de la lengua árabe establecido en Bagdad.
- El sheij Shattah Ruzbehân Baqlí Fasâí (1128-1209), místico sufí.
- Mirzâ Hasan Shirazí Fasâí (1821-98), historiador de la corte de Nasereddín Sah Kayar, conocido por el Fârsnâme-ye Nâserí.

## Agricultura e industrias
La región de Fasa goza de una próspera actividad agrícola. Su gran producción de trigo y maíz hace que sea conocida en Irán como «la ciudad del trigo» (shahr-e gandom). Abundan en ella las palmeras datileras, los nogales. Se cultiva algodón. Abundan las factorías de procesamiento alimentario: salsa de tomate, maíz, extracción de aceite de oliva, azúcar, pastas, alcohol, harina, lácteos. Igualmente, existe una producción textil artesanal de alfombras, kilim, mimbres (hasir), etc.

## Enseñanza universitaria
Fasa cuenta con cinco universidades: la Universidad de Fasa cuenta con cuatro facultades (ciencias fundamentales, técnicas de ingeniería, agricultura y general); una universidad de medicina autónoma, un centro de la Universidad Islámica Azad y otro de la universidad Payame Nur.